# ピョートル・ポスペーロフ
ピョートル・ニコラーエヴィチ・ポスペーロフ （ロシア語: Пётр Николаевич Поспелов、1898年6月20日 - 1979年4月22日）は、ソビエト連邦共産党の幹部（1916年来の古参ボリシェヴィキ）、ソ連科学アカデミーの学者 (1953年)、『プラウダ』編集長、マルクス・レーニン主義研究所の所長である。厳格なスターリン主義者として知られていたが、党内闘争時に即座にニキータ・フルシチョフの支持者になったことで政界を生き残った。

## 生涯
1898年にコナコヴォで生まれ、1930年に赤色教授研究所の経済学部を卒業した。共産党が公式に編纂した党史『ソビエト連邦共産党の歴史』の主要執筆者の一人であり、当書はスターリン時代の党史の基本的なテキストとなった。
また、スターリン時代のソ連が行った大弾圧を調査する機関「ポスペーロフ委員会」の委員長としても知られており、その調査結果に基づいてフルシチョフは「秘密演説」すなわちスターリン批判を行った。
1969年の共産党の理論誌『ボリシェヴィキ』の記事で、トロツキー主義者による「反レーニン主義」を挙げた挑戦に直面した際に党団結の砦としてスターリンを賞賛した。
| 「 | イデオロギー的にも政治的にも優良である他でもないI・V・スターリン率いるレーニン主義の党とその中央委員会が、一つの反レーニン主義の流れであるトロツキズムを打倒せしめたのは、全党をレーニン主義の教義の防衛に立ち上がらせたからこそ、トロツキスト共が望んでいた党の分裂が防止されたことにより結束は保たれ、共産党が我が国のソビエト人民を社会主義の勝利へと導いた。 | 」 |

1979年にモスクワで死亡し、ノヴォデヴィチ墓地に埋葬された。

## 褒章
- レーニン勲章（6度）
- 十月革命勲章
- 祖国戦争勲章（2度）
- 人民友好勲章（英語版）
- 社会主義労働英雄（1958年）
- スターリン国家賞（1943年）